# Ogg Vorbis
L'Ogg Vorbis és un format d'àudio de propòsit general comprimit amb pèrdua. Forma part del Projecte Ogg.
És totalment obert, sense propietari, lliure de patent i de royalties, i és adequat per a àudio de mitjana a alta qualitat (8 kHz - 48.0 kHz 16+ bit, polifònic) a taxes de transferència fixes i variables, de 16 a 128 kbps/canal.
Ofereix una qualitat bastant superior a MP3, WMA, RealAudio i VQF ocupant el mateix espai.
La seva qualitat és superior a la dels còdecs comercials d'última generació, com AAC i MP3Pro, segons una Prova d'audició a cegues amb més de 5000 participants amb l'avantatge afegit que Ogg-Vorbis és lliure.
És pel fet de ser un codi lliure(gratuït) que Vorbis pot tenir molts avantatges en comparació amb altres codificadors d'àudio, ja que en no tenir propietari i tenir codi obert, qualsevol persona podrà utilitzar, posar en pràctica, o modificar el còdec i, així, ajustar-lo a unes necessitats o objectius determinats. Per tant, es podrà adquirir un còdec que ens permeti produir arxius més petits que la majoria de còdecs amb la mateixa qualitat o millor.

## Història
Vorbis és el primer còdec desenvolupat com a part dels projectes multimèdia de la Fundació Xiph.org. Va començar immediatament després que Fraunhofer IIS (creadors de MP3) enviés una carta a diversos projectes petits que utilitzaven MPEG Audio Layer 3, dient que degut a les patents que tenien sobre MP3, tenien dret a cobrar uns royalties per qualsevol reproductor comercial, codificadors i àudio venut utilitzant el seu format. Per aquest motiu es va crear el format Ogg Vorbis el qual permet àudio comprimit sense haver de pagar a interessos privats.

## Comparacions
Proves d'escolta han intentat trobar la millor qualitat d'àudio per certs bit rates. Algunes conclusions extretes de proves d'audiència recents ens diuen el següent:
- Bitrates baixos(per sota 64 kbps): aoTuV Vorbis té millor qualitat que WMA i LC-ACC. La mateixa que WMA Professional i pitjor qualitat que HE-ACC

- Bitrates mitjans-baixos(entre 64 i 128 kbps): aoTuV Vorbis té millor qualitat que la resta de codificadors d'àudio amb pèrdues (LC-AAC, HE-AAC, MP3, MPC, WMA).

- Bitrates mitjans(128kbps): La major part de les proves realitzades per un bitrate de 128 kps indiquen que tant aoTuV Vorbis com MP3, WMA Pro i QuickTime AAC, donen el mateix rendiment i el so resultant de cada un d'ells és idèntic a l'original.

- Bitrates alts (més de 128 kb/ps): La major part de la gent no pot trobar diferències entre còdecs a bitrates alts, tot i així, gent experimentada pot reconèixer diferències significatives i aoTuV Vorbis funciona perfectament.

## Característiques tècniques
| Qualitat                              | Bit rate                     | Bit rate                              |
| ------------------------------------- | ---------------------------- | ------------------------------------- |
| -q-2 (només aoTuV beta3 i posteriors) | ~32 kbit/s                   |                                       |
| -q-1                                  | ~45 kbit/s (vorbis original) | ~48 kbit/s (aoTuV beta3 i posteriors) |
| -q0                                   | ~64 kbit/s                   |                                       |
| -q1                                   | ~80 kbit/s                   |                                       |
| -q2                                   | ~96 kbit/s                   |                                       |
| -q3                                   | ~112 kbit/s                  |                                       |
| -q4                                   | ~128 kbit/s                  |                                       |
| -q5                                   | ~160 kbit/s                  |                                       |
| -q6                                   | ~192 kbit/s                  |                                       |
| -q7                                   | ~224 kbit/s                  |                                       |
| -q8                                   | ~256 kbit/s                  |                                       |
| -q9                                   | ~320 kbit/s                  |                                       |
| -q10                                  | ~500 kbit/s                  |                                       |

Vorbis es basa en la transformada directa del cosinus modificat(MDCT), d'aquesta manera pot passar les dades del domini temporal al freqüencial. Les dades resultants, són partides en soroll i residus de components i aquestes són quantitzades i codificades de manera entròpica fent servir un algorisme basat en un vector de quantització. La codificació per entropia és un esquema de compressió de dades sense pèrdues que és independent de les característiques específiques dels mitjans de comunicació. L'algorisme de vector de quantització ens servirà per quantitzar les dades seguint un model de densitat de probabilitat. Al fer la descodificació aquestes etapes són invertides.
Així, segons el bitrate que tingui, Vorbis codificarà d'una manera o altra les dades d'entrada, és a dir, si el bitrate és massa baix no caldrà codificar les dades, sinó que es farà la codificació entròpica i així no hi haurà pèrdues. Per tant, pel tractament donat a les dades, juntament amb la divisió del soroll, la codificació Vorbis dona un so molt característic, el qual molta gent prefereix abans que el so metàl·lic del format MP3.